# Stazione meteorologica di Thiene
La stazione meteorologica di Thiene è la stazione meteorologica di riferimento relativa alla località di Thiene.

## Coordinate geografiche
La stazione meteorologica si trova nell'area climatica dell'Italia nord-orientale, nel Veneto, in provincia di Vicenza, nel comune di Thiene, a 147 metri s.l.m. e alle coordinate geografiche 45°43′N 11°28′E.

## Dati climatologici
In base alla media trentennale di riferimento 1961-1990, la temperatura media del mese più freddo, gennaio, si attesta a +2,8 °C, quella del mese più caldo, luglio, è di +22,8 °C .
| Thiene             | Mesi | Mesi | Mesi | Mesi | Mesi | Mesi | Mesi | Mesi | Mesi | Mesi | Mesi | Mesi | Stagioni | Stagioni | Stagioni | Stagioni | Anno |
| Thiene             | Gen  | Feb  | Mar  | Apr  | Mag  | Giu  | Lug  | Ago  | Set  | Ott  | Nov  | Dic  | Inv      | Pri      | Est      | Aut      | Anno |
| ------------------ | ---- | ---- | ---- | ---- | ---- | ---- | ---- | ---- | ---- | ---- | ---- | ---- | -------- | -------- | -------- | -------- | ---- |
| T. max. media (°C) | 6,2  | 7,7  | 12,0 | 16,3 | 21,6 | 25,2 | 27,9 | 26,9 | 23,9 | 18,5 | 11,6 | 7,5  | 7,1      | 16,6     | 26,7     | 18,0     | 17,1 |
| T. min. media (°C) | −0,6 | 0,2  | 4,0  | 8,0  | 12,3 | 15,7 | 17,7 | 17,3 | 14,4 | 9,9  | 5,1  | 0,9  | 0,2      | 8,1      | 16,9     | 9,8      | 8,7  |